# Teatro na Idade Média

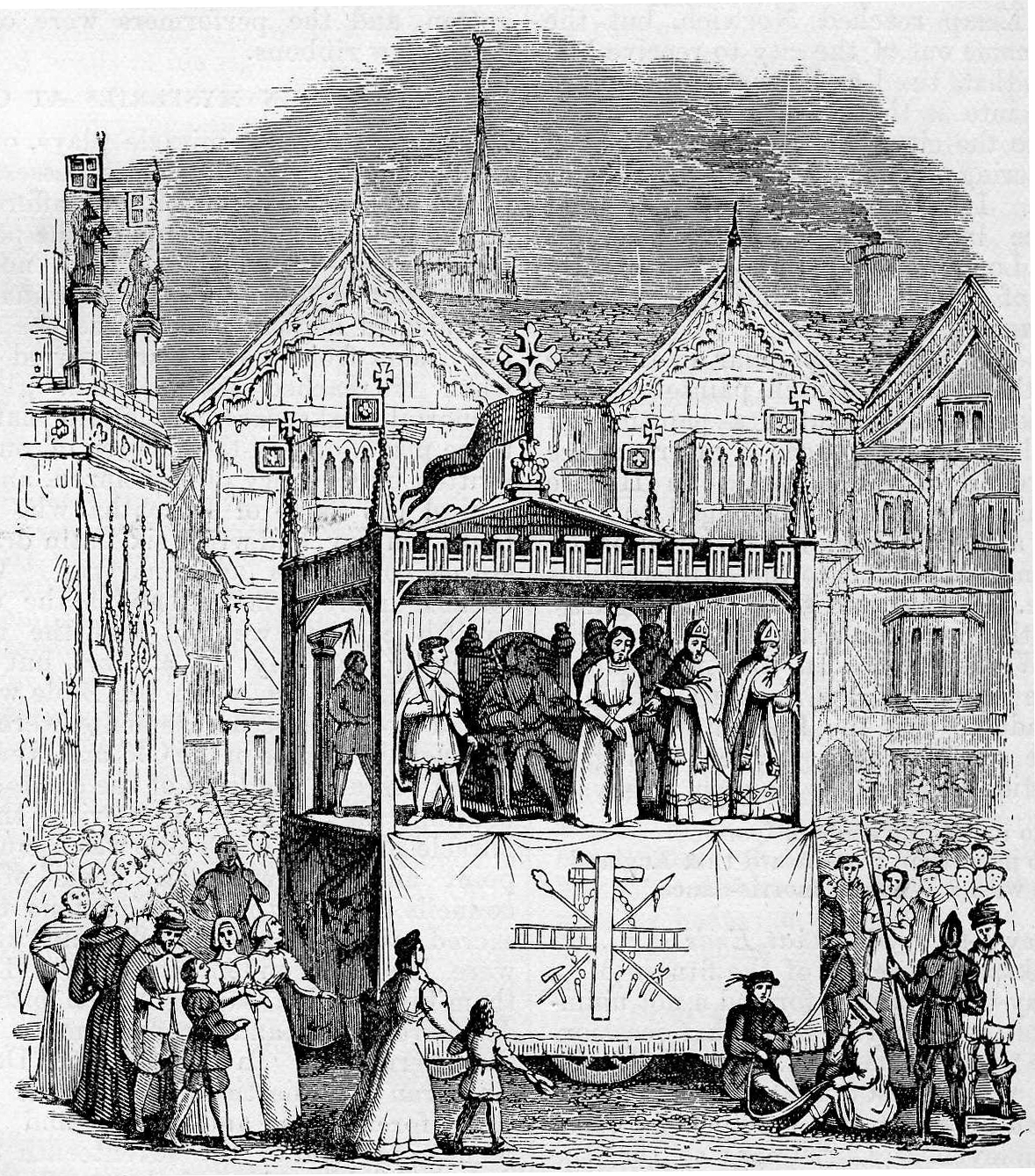
Encenação de uma peça de teatro na Idade Média.

O teatro na Idade Média descreve as peças teatrais europeias que foram criadas entre a queda do Império Romano do Ocidente e o início do Renascimento (século V ao XV). Não há uma documentação precisa deste tema dada a falta de textos remanescentes do período além da oposição do clero a algumas performances.
No início da Idade Média  a Igreja Católica baniu as performances teatrais como forma de controlar os excessos do teatro romano. De qualquer modo o teatro romano se encontrava em declínio por causa das condições políticas e econômicas desfavoráveis a indústria de entretenimento que havia florescido durante o Império Romano.
Há poucos registros sobre o teatro secular neste período, sendo a maior parte dele trazido das culturas pagãs como relatado pelos clérigos que as desaprovavam. Sabe-se que havia contadores de histórias, bardos e malabaristas que viajavam em busca de audiência e apoio.

## Textos
Estes são alguns dos textos sobreviventes deste período:
- La farce de maître Pathelin
- Everyman
- Quem Quaeritis
- Rosvita de Gandersheim